# Partåiga hovdjur

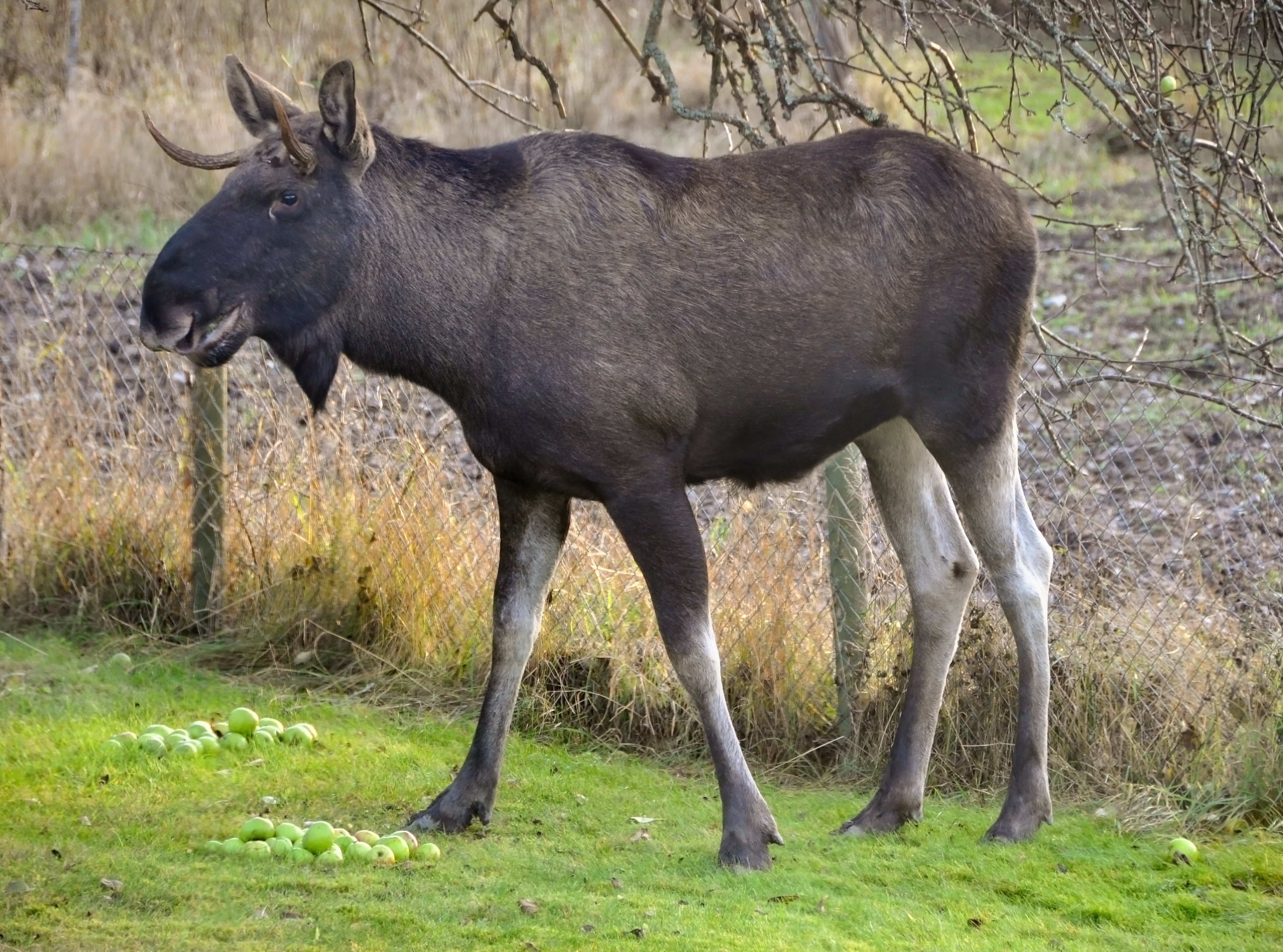
Ung älgtjur som äter äpplen på en tomt i Kårboda på Ljusterö, Stockholms län, november 2013.

Partåiga hovdjur eller klövdjur (Artiodactyla eller Paraxonia) är i klassisk systematik en ordning i klassen däggdjur. Dessa djur livnär sig huvudsakligen av växtämnen och till skillnad från uddatåiga hovdjur går deras extremiteters, dvs benens, huvudaxel vanligen mellan tå nummer tre och fyra (dvs. de står på tredje och fjärde tån). Till ordningen hör några av de viktigaste husdjuren som gris, nötboskap, kameldjur, get och får.
Med hjälp av molekylärgenetiska undersökningar har forskningen fått fram överraskande resultat. Dessa analyser visar att djurgruppen är parafyletisk i relation till valar, och det för med sig att några undergrupper (särskilt flodhästar) är närmare släkt med valarna än med andra undergrupper i den egna ordningen. I moderna fylogenetiska systematiken sammanförs därför partåiga hovdjur och valar i ett gemensamt taxon, Cetartiodactyla. Partåiga hovdjur är alltså egentligen ingen systematisk enhet utan en djurgrupp som är samlad på grund av liknande kännetecken.
I den följande artikeln beskrivs bara de djur som traditionellt har blivit räknade till partåiga hovdjur. Flera av grupperna är idisslare, vilka har en avancerad matsmältningsapparat och med hjälp av mikroorganismer kan tillgodogöra sig cellulosa från växtceller som de äter.
Det vetenskapliga namnet är bildat av de grekiska orden artios (jämn, komplett) och daktylos (finger eller tår).

## Underordningar och familjer
Ordningen utgörs av tio familjer som ofta fördelas på fyra underordningar.
- Idisslare (Ruminantia)
  - Giraffdjur (Giraffidae) med giraff och okapi
  - Hjortdjur (Cervidae) med muntjak
  - Slidhornsdjur (Bovidae) med oxdjur
  - Myskhjortar (Moschidae)
  - Gaffelantiloper (Antilocapridae)
  - Mushjortar (Tragulidae)
- Tylopoda
  - Kameldjur (Camelidae) med kameler och lama
- Suina
  - Svindjur (Suidae)
  - Navelsvin (Tayassuidae)
- Ancodonta
  - Flodhästar (Hippopotamidae) med flodhäst

## Utseende

### Allmän kroppsbyggnad och päls

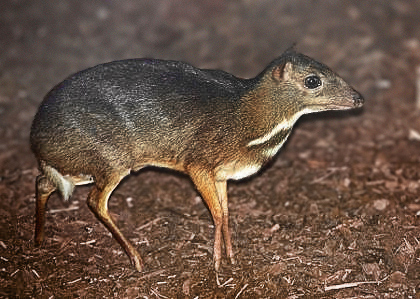
Mushjortarna är de minsta medlemmarna i ordningen

De flesta partåiga hovdjur är medelstora till stora djur som går på fyra ben. När det gäller kroppsformen kan man urskilja två typer. Den första typen har en kraftig kropp, korta ben och ett stort huvud (svindjur och flodhästar). Den andra typen kännetecknas av en jämförelsevis smal kropp med långa smala ben (kameldjur och idisslare). Storleken varierar betydligt mellan de olika arterna. De minsta arterna finns i gruppen mushjortar med en kroppslängd på ned till 45 centimeter och en vikt omkring 1,5 kilogram. De största medlemmarna är flodhästen, med en kroppslängd på 5 meter och en vikt på 4,5 ton, respektive giraffen, med en höjd på 5,5 meter och en kroppslängd på 4,7 meter. Hos de flesta partåiga hovdjur ses en utpräglad könsdimorfism, som bland annat kommer till uttryck i en skillnad i storlek: hanarna är vanligen betydligt större än honorna. Vidare finns horn hos hjortdjur vanligen endast hos hannarna (undantaget ren). Hos slidhornsdjuren bär oftast båda könen horn men hannarnas är vanligen större än honornas. Andra skillnader mellan könen kan ses i pälsens färg och i tändernas uppbyggnad.
Med undantag av flodhästarna, som nästan saknar hår, har alla partåiga hovdjur en tät päls som varierar i längd och färg bl.a. beroende på klimatet i utbredningsområdet. Några av de arter som lever i kalla områden byter päls varje år före den kalla årstiden. Pälsens färg är vanligen inte iögonenfallande och är oftast i huvudsak gul, grå, brun eller svart.

### Extremiteter

#### Extremiteternas yttre uppbyggnad
Som tidigare nämnts har partåiga hovdjur fått sitt namn på grund av ett jämnt antal tår (två eller fyra) – som förekommer hos de flesta arter. Bara hos navelsvinet är antalet tår vid de bakre fötterna reducerad till tre. Symmetriaxeln i benet ligger för alla partåiga hovdjur mellan den ursprungliga tredje och fjärde tån. De två mellersta tårna är mest utvecklade. Den ursprungliga första tån saknas hos alla medlemmar. Tån har endast återfunnits hos fossila exemplar. Den andra och femte tån är olika utbildade hos de olika djuren. Hos flodhästar är de riktade framåt och fullt användbara. Hos alla övriga partåiga hovdjur sitter de på fotens baksida eller är helt reducerade, obefintliga. Djur i grupperna suina och mushjortar använder dessa tår vid gång i träskmarker för att öka fotens yta. Men hos de flesta av arterna når de bakre tårna inte ner till marken. Hos några grupper som kameldjur och giraffer är dessa tår särskilt starkt tillbakabildade och de har inte ens rudimenten kvar.

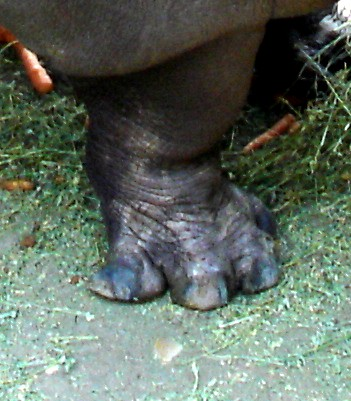
Hos flodhästar är alla fyra tår riktade framåt.
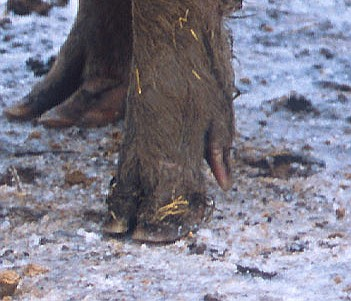
Hos svindjur och flera andra partåiga hovdjur är den andra och femte tån riktade bakåt.
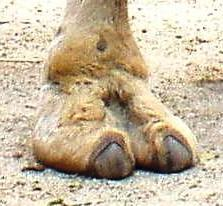
Hos kameldjur finns bara två tår kvar, klövarna är ombildade till naglar.

Ibland betecknas tårnas avslutande del som "hovar" men egentligen är detta namn avsett för hästdjur. Hos partåiga "hovdjur" är klövar det rätta ordet. Klövarna är bildade av hornämne och består ursprungligen av tre delar men dessa är ibland sammanvuxna. Vanligen är klövarna på frambenen bredare och grövre samt har en större inskärning i mitten. Hos kameldjur är klövarna reducerade till naglar. Tårna sitter på en elastisk fotsula av bindväv.

#### Extremiteternas skelettdelar

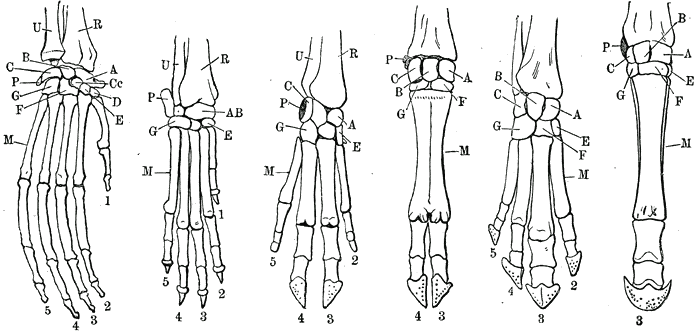
Handens/främre extremitetens skelettdelar av olika däggdjur. För svinet (tredje från vänster) syns den förminskade andra och femte tån. För nötkreatur (fjärde från vänster) syns dess sammanväxta ben i mellersta delen (M).

Benen i mellersta delen av både främre och bakre foten har en tendens att växa samman. Hos suina och flodhästar är de förenade av fast bindväv och hos kameldjur och idisslare är övergångarna mellan de olika benen bara synlig som en smal ränna.
Benens muskler ligger ofta nära djurets torso, kroppen, och detta bidrar till att benen ser smala ut. Nyckelben saknas och skulderbladen är mycket flexibla, vilket förbättrar djurens rörlighet när de springer.